# Antoni Worobiec (geograf)
Antoni Worobiec, ps. Lech (ur. 1918 w Trościańcu Wielkim, zm. 13 lutego 2008 w Warszawie) – polski nauczyciel, geograf, regionalista, oficer Armii Krajowej na Kresach Wschodnich, autor publikacji historycznych i krajoznawczych.

## Życiorys
Urodził się w 1918 roku w Trościańcu Wielkim na Podolu. Po maturze w 1936 roku wstąpił do Szkoły Podchorążych w Tarnopolu. W latach 1938–1939 studiował geografię w lwowskim Pedagogium. We wrześniu 1939 roku został zmobilizowany do 51 pułku piechoty w Brzeżanach, którym dowodził August Emil Fieldorf.
Po wkroczeniu Armii Czerwonej został aresztowany, jednak zdołał uciec z transportu. W czasie okupacji przebywał w rodzinnej wsi Trościaniec Wielki. W 1942 roku dołączył do konspiracyjnej organizacji wojskowej związanej z Armią Krajową. W 1943 roku objął funkcję dowódcy I plutonu kompanii samoobrony „Tarnina” w ramach Obwodu AK Zborów, Okręgu Tarnopol. Prowadził również tajne nauczanie i szkolenie bojowe dla młodzieży.
Po wojnie, w 1945 roku, osiedlił się w Kosieczynie koło Zbąszynka wraz z grupą mieszkańców Trościańca. Pracował jako nauczyciel, później został kierownikiem szkoły. Po ukończeniu studiów wyższych w Poznaniu w zakresie geografii przeniósł się do Zielonej Góry, gdzie od 1957 uczył w Liceum Pedagogicznym, którego został później dyrektorem. Zaczął pracować w oświatowej turystyce regionalnej. Zasłynął jako znawca Środkowego Nadodrza, przewodnik terenowy i pilot wycieczek zagranicznych.

## Twórczość
Był autorem licznych publikacji krajoznawczych i wspomnieniowych, m.in.:
Panorama turystyczna Środkowego Nadodrza, Ośrodki wypoczynkowe województwa zielonogórskiego, Przewodnik turystyczny po mieście i województwie Zielona Góra (wydany również w języku niemieckim), a także książek poświęconych Kresom Wschodnim: Trościaniec Wielki – Wieś Ziemi Załozieckiej, Nasz kresowy dom nad Hukiem, Smolanką i Łopuszanką, Zborów i Ziemia Zborowska, Dzieje parafii i kościoła pw. Najśw. Serca Jezusa w Trościańcu Wielkim.

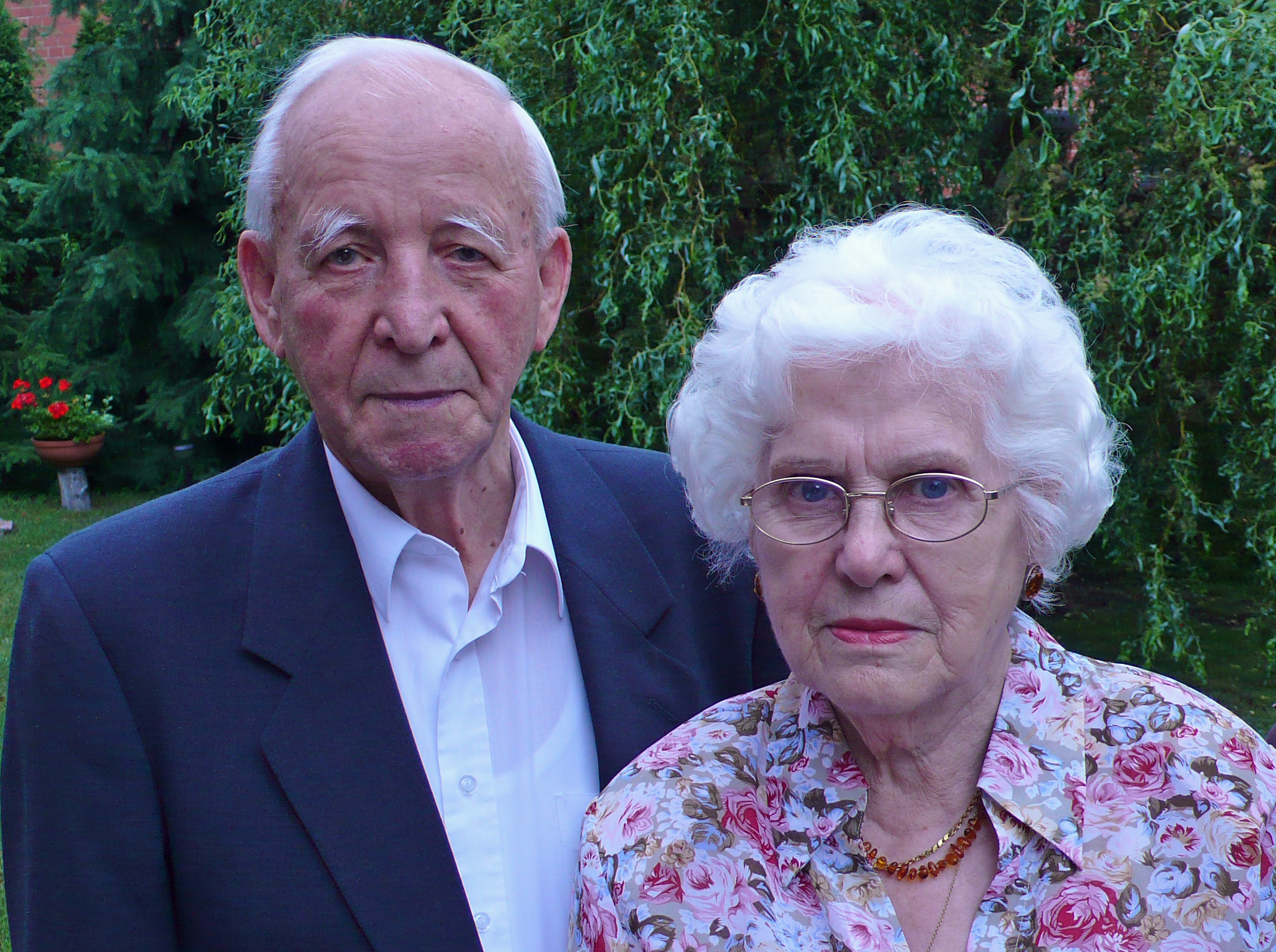
Antoni i Maria Worobiec

## Rodzina i śmierć
Ostatnie lata życia spędził w Warszawie.  Zmarł 13 lutego 2008 roku w Warszawie.  W randze kapitana jest pochowany w kwaterze AK na Wojskowych Powązkach w Warszawie, wraz z żoną Marią Worobiec z domu Kusiak (6 września 1922 Trościaniec Wielki - 2 lutego 2022 w Warszawie)  łączniczką o pseudonimie „Czajka” w randze podporucznika,  obwód AK „Żuraw”. Był ojcem pięciorga dzieci w tym Krzysztofa Worobca.